# Parafia św. Małgorzaty Dziewicy i Męczennicy w Leoncinie
Parafia pw. Świętej Małgorzaty Dziewicy i Męczennicy w Leoncinie – parafia rzymskokatolicka należąca do dekanatu kampinoskiego, archidiecezji warszawskiej, metropolii warszawskiej Kościoła katolickiego w Leoncinie. Obsługiwana przez księży diecezjalnych. Mieści się przy placu Romana Kobendzy. 

## Kościół parafialny
Obecny kościół parafialny wybudowany w latach 1881–1885 po przeniesieniu parafii do Leoncina. Do tego czasu siedzibą parafii i kościoła był Głusk. Został konsekrowany 20 czerwca 1886 roku przez bp. Kazimierza Ruszkiewicza.

## Obszar parafii

### Miejscowości i ulice
W granicach parafii znajdują się miejscowości:

- Gać,
- Głusk,
- Gniewniewice Folwarczne,
- Nowe Gniewniewice,
- Stare Gniewniewice,
- Nowe Grochale,
- Leoncin,
- Nowa Mała Wieś,
- Mała Wieś przy Drodze,
- Michałów,
- Nowe Polesie,
- Nowy Wilków,
- Ośniki,
- Rybitew,
- Sowia Wola Folwarczna,
- Stanisławów,
- Teofile,
- Wilków Polski,
- Wilków nad Wisłą,
- Wincentówek.